# Delta bonellii
Delta bonellii är en stekelart som beskrevs av Giordani Soika 1973. Delta bonellii ingår i släktet Delta och familjen Eumenidae. Inga underarter finns listade i Catalogue of Life.